# Стејвли (Алберта)
Стејвли (енгл. Stavely) је малено насеље са статусом варошице у јужном делу канадске провинције Алберта, у оквиру статистичке регије Јужна Алберта. Насеље се налази у плодној прелазној зони између прерије и обронака Стеновитих планина, на 104 км јужно од Калгарија.
Насеље основано крајем 19. века 1903. је добило статус села, а већ 1912. и статус варошице. Симбол варошице у прошлости су били бројни силоси за жито, који су већином затворени и уклоњени након градње деонице канадске пацифичке пруге кроз тај крај. Опстао је само један силос који се данас налази у централном делу насеља.
Према подацима пописа становништва из 2011. у варошици је живело свега 505 становника у 278 домаћинстава, што је за 16,1% више у односу на 435 житеља колико је регистровано приликом пописа 2006. године. По броју становника Стејвли се налази на 107. месту од 108. варошица у Алберти. Мања је само варошица Грејнум.

## Становништво
| 2006. | 2011. |
| ----- | ----- |
| 435   | 505   |